# Marsamxett Harbour
 (janvier 2015).
Si vous disposez d'ouvrages ou d'articles de référence ou si vous connaissez des sites web de qualité traitant du thème abordé ici, merci de compléter l'article en donnant les références utiles à sa vérifiabilité et en les liant à la section « Notes et références ».

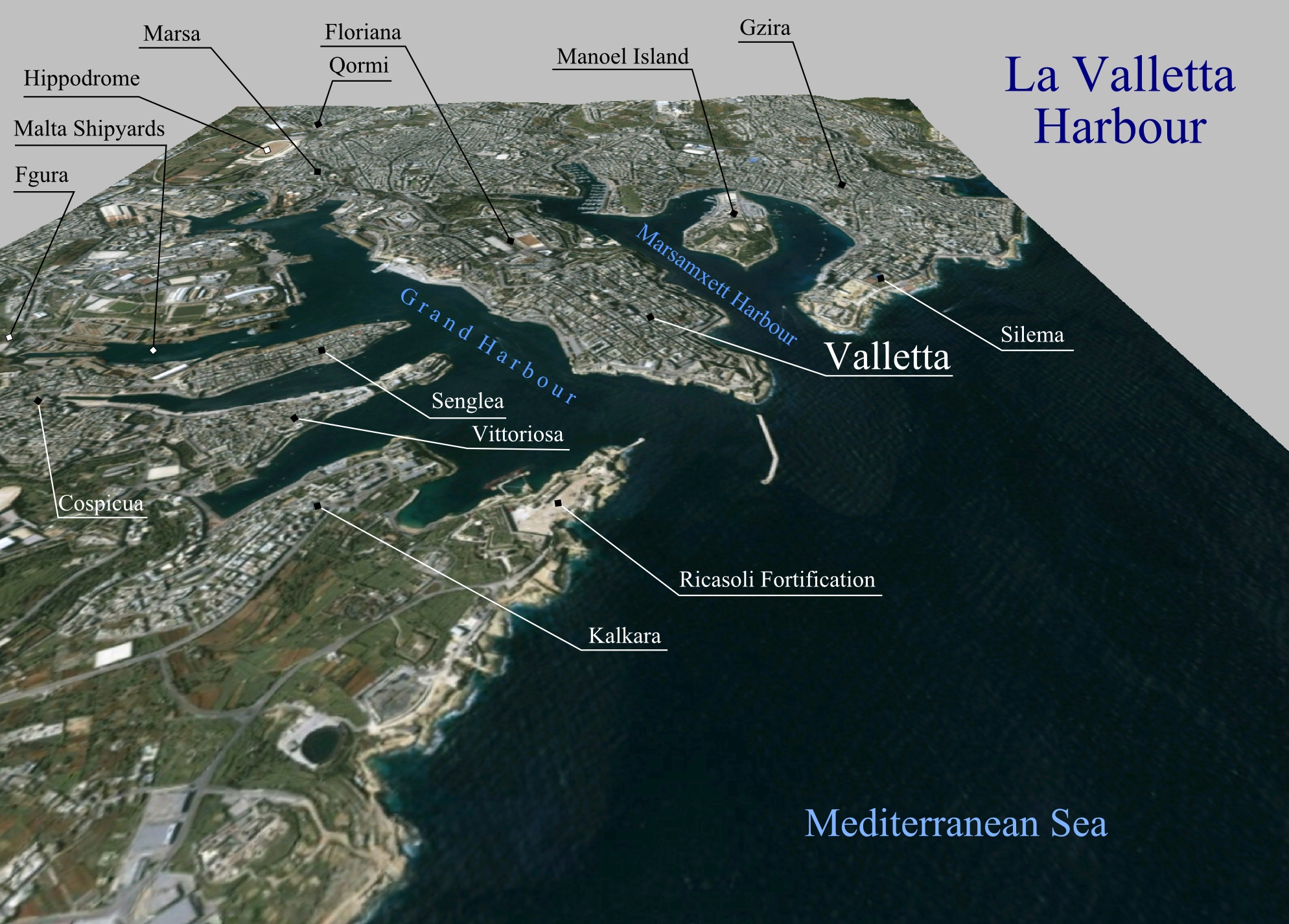
Représentation en 3D des baies de La Valette.

Marsamxett Harbour est le havre naturel qui, au nord, borde la presqu'île de Xiberras abritant la ville de La Valette, capitale de Malte et son faubourg Floriana.
La partie nord du havre est limitée par Gżira et Sliema, tandis qu'il s'étend à l'intérieur vers Pietà et Msida, une grande partie de sa surface étant dominée par l'île de Manoel située face à la ville de Gżira à laquelle elle est reliée par un pont et qui abrite le Fort Manoel datant du XVIIIe siècle.

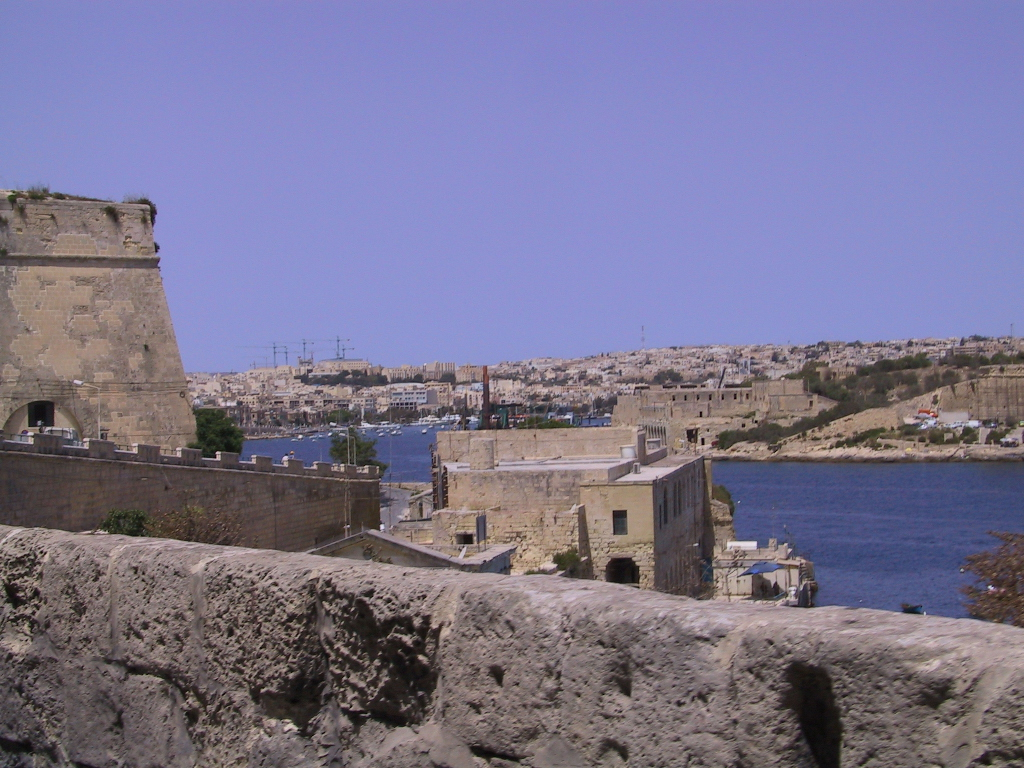
Marsamxett Harbour.

Marsamxett Harbour est généralement plus destiné à une utilisation de loisir. Il existe ainsi à Msida, une marina pouvant accueillir des yachts, tandis que les navires de croisière accostent à Grand Harbour de l'autre côté de la péninsule de La Valette.